# 더 소사이어티 (드라마)
《더 소사이어티》(영어: The Society)는 넷플릭스에서 2019년 5월부터 방영된 미국의 미스터리, 십대 드라마이다.